# Símmies de Rodes

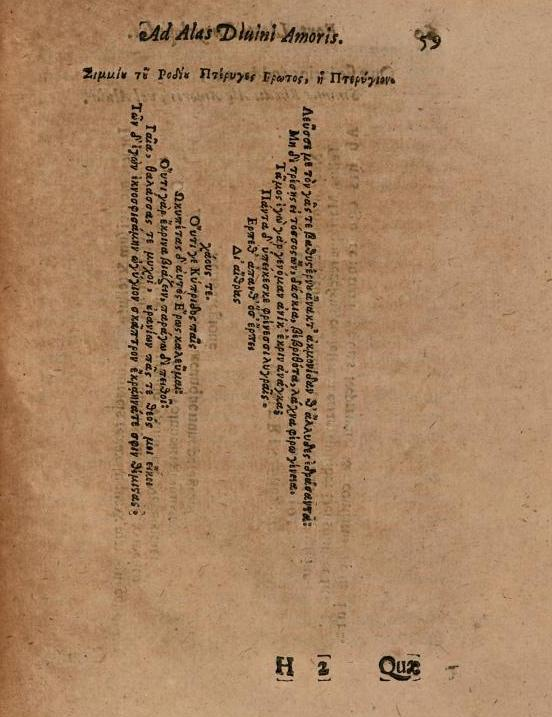
Cal·ligrama de Símmies titulat Les ales, publicat el 1640 per Fortunio Liceti.

Símmies de Rodes (en llatí Simmias, en grec Σιμμίας), va ser un poeta i gramàtic grec de l'escola alexandrina que va florir sota els Ptolemeus una mica abans de Filisc de Còrcira (que va florir sobre l'any 300 aC), ja que segons Hefestió fou ell qui va inventar l'hexàmetre coriàmbic i no Fílisc com aquest reclamava. La informació d'Hefestió és la que ha permès datar aquest escriptor, ja que venia en uns papirs del segle III aC.
El Suides diu que va escriure tres llibres de γλῶσσαι (gló̱ssai, «glosses») i quatre de ποιήματα διάφορα (poiémata diáfora, «poemes diversos»). No hi ha cap referència a les seves obres gramaticals. La seva obra poètica és esmentada sovint. Ateneu de Naucratis dona referència d'una obra titulada Γοργώ («Gorgon») i Esteve de Bizanci de Μῆνες i Ἀπόλλων (Mí̱nes i Apóllo̱n, «Mesos i Apol·lo»). Joan Tzetzes va conservar un fragment de 13 línies del darrer poema. Alguns epigrames apareixen a la garlanda de Meleagre. A l'antologia grega hi ha sis epigrames seus i tres cal·ligrames, els primers coneguts de la història de la literatura. Els títols dels cal·ligrames són: Πέλεκυς (Pélekys, «La destral»), Πτέρυγες Έρωτος (Ptéryges Éro̱tos,«Les ales d'Eros») i Ωόν (O̱ón, «L'ou»).